# Заразен нодуларен дерматит
Заразен нодуларен дерматит, известен още като Лъмпи скин (на английски: Lumpyskin disease), е заболяване причинено от вирус от семейство Poxviridae. Заболяването се проявява предимно при говеда и зебу, но боледуват още и жирафи, биволи и импали.

## История
За първи път заболяването е регистрирано в епизоотия в Замбия през 1929 г. и оттогава е регистрирано в страни от цяла Африка включително ЮАР, Египет и Судан. През 1989 г. е регистрирано и извън черния континент в огнище в Израел. През април 2016 г. заболяването е констатирано и в България, в селища от областите Хасково и Стара Загора.

## Етиология
Причинител на заболяването е вирус от семейството на шарковите. Той е сравнително голям по размери и притежава геном изграден от едноверижна линейна ДНК. Вирусът има сравнителна устойчивост във външна среда, която се дължи на гликопротеиновата му обвивка.

## Епизоотология
Вирусът се разпространява чрез ухапване от насекоми. Хората не боледуват.

## Клинични признаци
Инкубационният период е в рамките на две до четири седмици. Клиничната картина се демонстрира с треска, нарушения в очите и носа, нодуларни и некротични изменения на кожата, оток на крайниците, както и подути лимфни възли. Заболеваемостта е висока, но смъртността е сравнително ниска.

## Профилактика
Създадени са два вида ваксини за превенция на заболяването. Едната е от жив атенуиран щам на вируса на лъмпи скин, а другата е от жив атенуиран щам на шарковия вирус при овцете.